# Strategisch management
Strategisch management (strategisch beheer) is een vakgebied binnen de bedrijfskunde. Het bestudeert hoe organisaties hun langetermijndoelen effectief en efficiënt kunnen realiseren, oftewel hoe ze hun strategie kunnen bepalen en implementeren. Strategisch management omvat typisch strategische planning als manier om een strategie te formuleren, vormen van strategie-implementatie zoals veranderingsmanagement en prestatiemanagement, en continu strategisch leren.

## Algemeen
Onder andere de vertaling van de (door het senior management) ingezette strategische koers naar concrete acties in alle organisatorische lagen is onderwerp van onderzoek. De Balanced Scorecard van Kaplan en Norton is een methodiek (model) om die vertaalslag te kunnen maken.
Enkele deelgebieden van strategisch management zijn:
- marketing,
- innovatie en
- bedrijfsmodellen.
- risicomanagement en risk appetite

## Managementmodellen
Strategisch management kent enkele hulpmiddelen ter analyse, zoals de
- sterkte-zwakteanalyse,
- interne en externe analyse,
- STEP-analyse,
- Michael Porters vijfkrachtenmodel en
- portfolio-analysemodellen zoals
  - BCG-matrix en
  - GE/McKinsey-matrix.